# Radioamator
Radioamator – osoba zajmująca się amatorsko radiotechniką, budująca we własnym zakresie urządzenia radiowe i posługująca się nimi. Pojęcie często mylnie utożsamiane z krótkofalowcem.

## Historia radioamatorstwa w Polsce
Od momentu odzyskania przez Polskę niepodległości w 1918 r. do połowy roku 1924 absolutny monopol na korzystanie z urządzeń radiowych w kraju miało wojsko oraz Ministerstwo Poczt i Telegrafów. Nieliczni pasjonaci spoza kręgów wojskowych i pocztowych mieli możność legalnie zobaczyć z bliska urządzenia radiowe w ramach klubów, tworzonych pod patronatem wojska przez harcerzy i studentów uczelni technicznych.
Przełomowym wydarzeniem dla radioamatorów było ogłoszenie w dniu 3 czerwca 1924 r. ustawy sejmowej o poczcie, telegrafie i telefonie. Na jej podstawie minister przemysłu i handlu w porozumieniu z ministrami spraw wewnętrznych i spraw wojskowych wydał w dniu 10 października 1924 r. rozporządzenie, omawiające warunki udzielania zezwoleń na posiadanie i używanie urządzeń radiotechnicznych. Od tego czasu pełnoletni obywatel mógł uzyskać „upoważnienie do zakupu i założenia radiostacji odbiorczej i korzystania z niej”. Upoważnienie takie uzyskiwało się po złożeniu pisemnego wniosku i wniesieniu opłaty a warunki używania stacji odbiorczej – czyli dzisiejszego odbiornika radiowego, zajmowały kilka stron drobnego druku.
Mała dostępność odbiorników fabrycznych i ich wysokie ceny spowodowały duże zainteresowanie samodzielną budowa odbiorników. Od końca 1923 r. zaczęły się pojawiać się w Polsce pierwsze książki, przeznaczone dla radioamatorów. Wydawnictwa dotyczące techniki radiowej w języku polskim spotykane były wprawdzie już w roku 1917, czyli przed odzyskaniem niepodległości, były to jednak materiały, pisane przez polskich specjalistów wojskowych dla polskich żołnierzy, wcielonych do służby radiotelegraficznej w armiach zaborców. Polska literatura radiotechniczna z lat 1918–1923 dotyczyła również niemal wyłącznie radiotelegrafii wojskowej.
Radioamatorzy budowali urządzenia nie tylko w celu odbioru stacji radiowych, często także w celu wzajemnego komunikowania się przy pomocy radia. Ta łączność odbywała się zazwyczaj z wykorzystaniem fal krótkich, stąd przyjęło się określenie „krótkofalowiec”.
25 września 1924 r. ukazuje się pierwszy numer dwutygodnika popularnonaukowego „Radjo-Amator”, w latach późniejszych liczne, podobne tytuły wydawane są nieprzerwanie do wybuchu II wojny światowej. Po wojnie prasa radiotechniczna zaczyna się ukazywać bardzo szybko, pierwszy numer miesięcznika „Radio” ukazuje się już w marcu 1946 r. i jest wydawany do roku 1950 włącznie. W 1950 r. pojawia się miesięcznik „Radioamator”, którego tytuł zostaje w 1961 r. zmieniony na „Radioamator i Krótkofalowiec” i jest wydawany do roku 1978 (później kontynuowany jako „Radioelektronik”). Wymienione czasopisma były cennymi źródłami informacji o ówczesnych najnowszych osiągnięciach radiotechniki, a także o organizacji radiofonii i ruchu radioamatorskiego w Polsce i na świecie. Od 1995 r. tą tematyką zajmuje się głównie miesięcznik „Świat Radio”.